# Pieve di San Bartolomeo (Tizzana)
La pieve di San Bartolomeo è il principale luogo di culto cattolico di Tizzana, frazione di Quarrata, in provincia di Pistoia.
I primi documenti cartacei in cui viene testimoniata la sua presenza come chiesa del castello risalgono al 1138 (cartula donationis del 20 settembre); successivamente la sua importanza crebbe, a partire dal XIV secolo insieme a quella del borgo, che nel frattempo era divenuto sede podestarile.

## Storia
Nel 1679 la chiesa fu eretta a pieve, e successivamente l'edificio subì molti rimaneggiamenti di cui il più consistente nel 1756 per volontà del pievano Montordi.
Oggi l'edificio presenta un aspetto neoclassico.

## Descrizione

### Arte e architettura

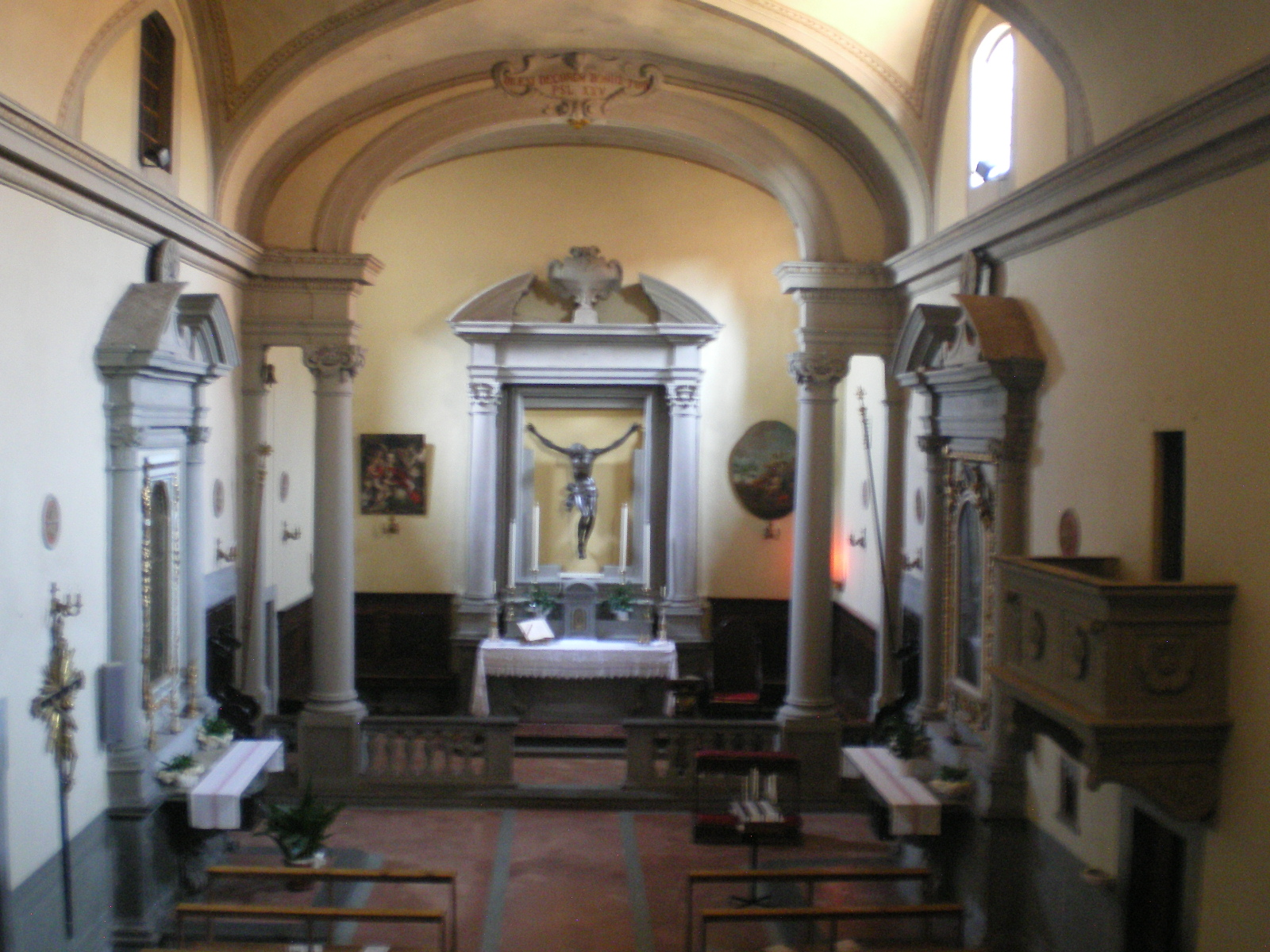
Interno

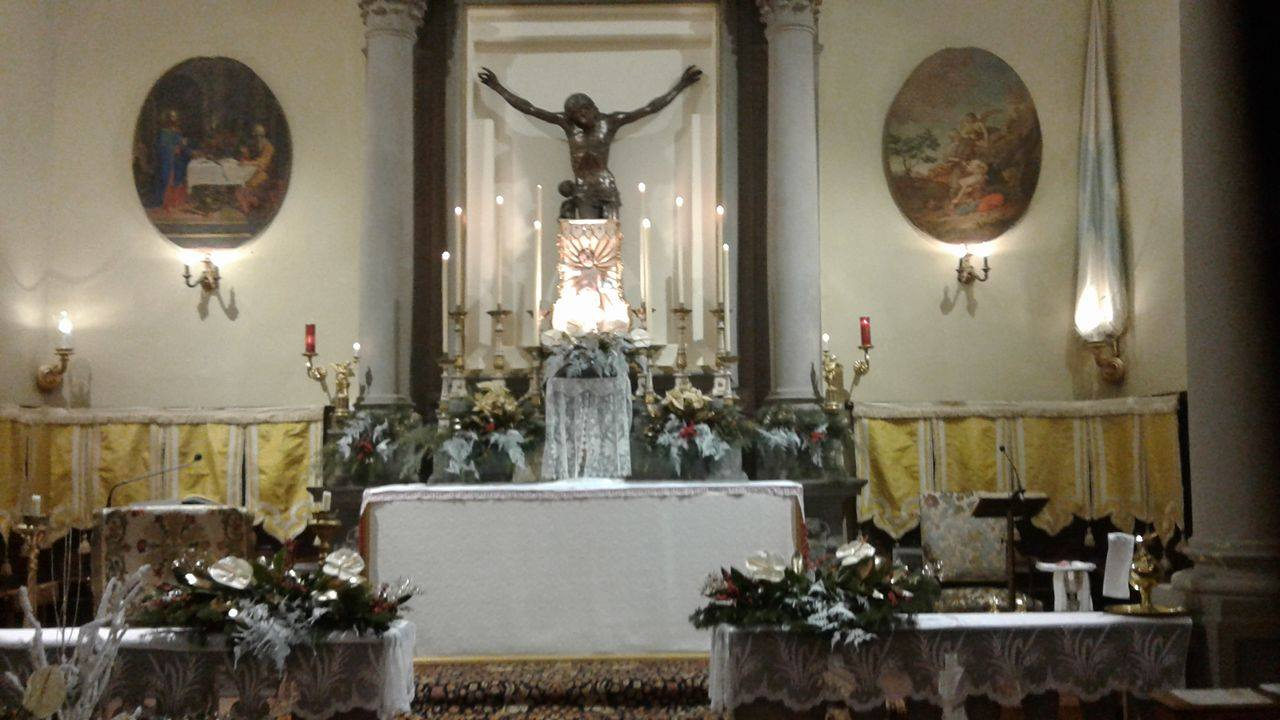
Altare maggiore e presbiterio

All'esterno presenta una forbita facciata neoclassica, con un portico settecentesco a tre arcate a sesto pieno, ornato da cornici e sormontato da frontone cuspidato.
All'interno la chiesa ha un'unica navata, lungo la quale si prospettano quattro altari minori, su modello dell'altare maggiore che tutt'oggi conserva la mensa in pietra serena costruita dal "plebano Magginio" nel 1656.
Il primo altare minore a sinistra risale al 1790 ed è dedicato alle sante Agata e Caterina, ma oggi, in una nicchia, ospita la statua del Sacro Cuore di Gesù; il secondo sullo stesso lato risale al 1659 anche se nel 1747 subì delle modifiche; fu costruito per volere della famiglia Fiaschi di Tizzana, di cui si possono vedere gli stemmi alla base dell'opera. Oggi, in una nicchia, ospita la statua di San Macario.
Sul lato destro il primo altare è quello dedicato ai Santi Filippo Neri e Antonio. Questo altare è il più antico dei quattro ed è datato 1657. Sullo stesso lato davanti all'altare di San Macario, si trova l'altare dedicato alla Madonna del Santo Rosario.
A metà navata, sul lato destro in alto, si espone un bellissimo pulpito a terrazzino in pietra serena del XIX secolo, di fronte al quale sta una tavola raffigurante il martirio di San Bartolomeo dipinta da Stefanelli nel 1996.
Nel presbiterio vi sono due bellissimi olio su tela, di cui uno rappresenta il sacrificio d'Isacco, mentre l'altro raffigura la Madonna, seduta a terra, che stringe a sé il bambino ed intorno le stanno tre angioletti e San Giovannino; l'opera è una discreta copia seicentesca di un originale perduto di Andrea del Sarto. Datata 1646, è attribuita al pittore pistoiese Giovanbattista Frassinelli, come riporta un'iscrizione sul fondo della tela. I due dipinti originariamente ornavano le pareti della compagnia, successivamente al restauro del 1985, fatto effettuare dall'allora parroco don Renato Gori, vennero poste nell'attuale posizione.

### Organo a canne
Collocato sopra la porta d'ingresso, al di là di un ballatoio in legno sostenuto da quattro mensole si trova l'organo, costruito con il contributo del popolo nel 1797 dai fratelli Luigi e Benedetto Tronci di Pistoia, come riporta un cartiglio a stampa, con data e numero d'opera scritti a penna, incollato in fondo alla secreta:
Lo strumento è composto da una cassa lignea ornata con lesene e frontone interrotto; il prospetto è ornato nella parte superiore da eleganti motivi vegetali di legno intagliato e dorato, nella parte inferiore presenta una facciata a profilo rettilineo di 27 canne di stagno disposte a cuspide e ali con bocche non allineate e labbro superiore a scudo.
I registri sono azionati da pomelli manualmente o tramite un pedale per inserire il ripieno.
Sopra la cassa lignea si può inoltre notare un cartiglio in pietra serena su cui è scolpita una frase tratta dal salmo 40, la quale dice: Laudate Deum in chordis et organo, ossia Lodate Dio con strumenti a corde e con l'organo.

#### Descrizione dello strumento
L'organo attualmente è così composto:
- un manuale non originale di 51 tasti (Do1 – Re5, prima ottava cromatica) con diatonici d'osso e cromatici d'ebano. I primi 4 tasti cromatici richiamano i corrispondenti della seconda ottava.
- 1 pedaliera diritta non originale di 12 tasti (Do1 – Si1, prima ottava cromatica) sempre unita alla tastiera e senza registi propri.
- 1 somiere a tiro di 47 canali e 12 registri con suo crivello di gattice.
- 1 somierino aggiunto, con trasmissione pneumatica, per le prime 4 canne cromatiche del principale.
- trasmissione meccanica con catenacciatura di ferro per il somiere e pneumatica per il somierino aggiunto.
- catenacciatura del tipo normale.
- 2 mantici a cuneo alimentati da elettroventilatore.
- 12 registri azionati da pomelli non originali, disposti in unica colonna a destra della tastiera, coi nomi scritti sui pomelli:
- Divisione tra bassi/soprani: Mi3/Fa3
- Accessori: tirapieno (per i registri numero 3, 8, 9, 10 inseribili anche singolarmente)
- Il principale 8' ha le prime 8 canne di legno, relative all'originale ottava corta, di legno tappate, sempre inserite, poste ai lati del somiere. Segue di stagno in facciata da Do2 a Re4 e il restante all'interno pure in stagno.
- Il flauto in ottava ha le prime 8 canne in comune con l'ottava.
- Il flauto in selva è reale da Do2

#### Stato di conservazione
Lo strumento suona parzialmente e parte dei registri sono muti per l'accumulo di polvere e/o per schiacciamenti delle bocche dovuti allo spostamento del crivello che rende instabile la posizione di tutte le canne con pericolo per la loro integrità.
L'organo ha avuto un restauro intorno agli anni cinquanta-sessanta nel corso del quale fu aromatizzata la prima ottava mediante sostituzione della tastiera a della pedaliera e l'aggiunta di un somierino a trasmissione pneumatica che porta 4 canne di legno del principale.
I pomelli dei registri furono spostati più vicino alla tastiera e collegati a quelli originali con tiranti obliqui che non permettono il perfetto inserimento dei registri.
Nella stessa occasione fu realizzato il Tirapieno. Restano tuttavia le tracce della posizione antica, alcuni tiranti e pomelli originali e la catenacciatura dei registri.
Rimangono anche tracce di vecchi cartellini dei registri che non sembrano quelli originali.
La trasmissione pneumatica del somierino aggiunto non funziona.
Mancano le 2 canne gravi dell'ottava e il meccanismo per l'alzata manuale dei mantici mediante ruote e corde.
I tappi di stagno del flauto in selva si stanno sgretolando a causa dell'ossidazione.
Il crivello presenta spacchi e fenditure causati dai movimenti di ritiro del legno.
Lo strumento anche se con qualche difficoltà viene tutt'oggi suonato, ma ha un urgente bisogno di restauro.